# Château d'If
Château d'If este o fortăreață franceză construită la ordinele regelui Francisc I, între 1527 și 1529 pe insula If din arhipelagul Frioul, în apropierea insulelor Ratonneau și Pomègues din centrul portului Marsilia.
Este o construcție în formă de pătrat cu trei etaje, cu latura de 28 de metri, flancată de trei turnuri, străpunse de ambrazuri mari. Restul insulei, care are o dimensiune de doar 3 hectare, este puternic apărată de metereze înalte, cu platforme de artilerie care depășesc stâncile.
Practic a servit ca închisoare în cei 400 de ani de utilizare oficială. Făcut celebru într-un roman al lui Alexandre Dumas, Contele de Monte-Cristo, este unul dintre cele mai vizitate locuri din Marsilia (aproape 100.000 de vizitatori pe an). A fost clasificat ca monument istoric la 7 iulie 1926.

## Locul
Castelul este situat pe una dintre insulele arhipelagului Frioul, care este alcătuit din patru insule. Ansamblul ajunge la 200 de hectare, fiind situat la aproximativ 4 km de coasta Marsiliei.
Insula d'If este situată la est de cele două insule principale, insula Pomègues și Ratonneau. Aceasta este cea mai apropiată de oraș.
Al patra insulă este Tiboulen aflată la vest.
Aceste insule, datorită poziției lor strategice în portul Marsiliei, au fost mult timp apărarea acesteia pe mare. Pe fiecare insulă a fost construit un fort militar, iar tunuri, tranșee și posturi de observație au întregit arhipelagul.
Din timpul lui Henric al IV-lea, un fort foarte important a fost construit pe insula Ratonneau, în prezent îngropată în totalitate sub reconstrucții succesive. Apoi, insula d'If a fost fortificată în secolul al XVI-lea.

## Un castel de apărare

### Construcția
Château d'If este prima cetate regală din Marsilia. A doua este fortul Notre-Dame construit după 1536 tot din ordinul lui Francisc I, unde se află biserica Notre-Dame de la Garde.
Construcția unei cetăți este un act politic. În cazul Château d'If, aceasta face parte dintr-un proiect mai amplu de control al coastelor provensale: în secolul al XVI-lea Marsilia era „cea mai frumoasă fereastră a regatului Franței din nordul Mediteranei”. Principalul atu al clădirii este amplasarea sa în centrul portului nordic al Marsiliei, pe cele mai aglomerate rute de transport maritim.
Construcția castelului a început la mijlocul lunii aprilie 1529, întârziată din cauza vremii nefavorabile. Data de încheiere a lucrării nu este cunoscută. Prima garnizoană și guvernatorul acesteia erau menționate ca fiind acolo din 1531. O parte din materialele de construcție provin din asediul Marsiliei de către spanioli în septembrie 1524. Legătura dintre asediul din 1524 și construirea castelului nu a fost stabilită.

### Arhitectura

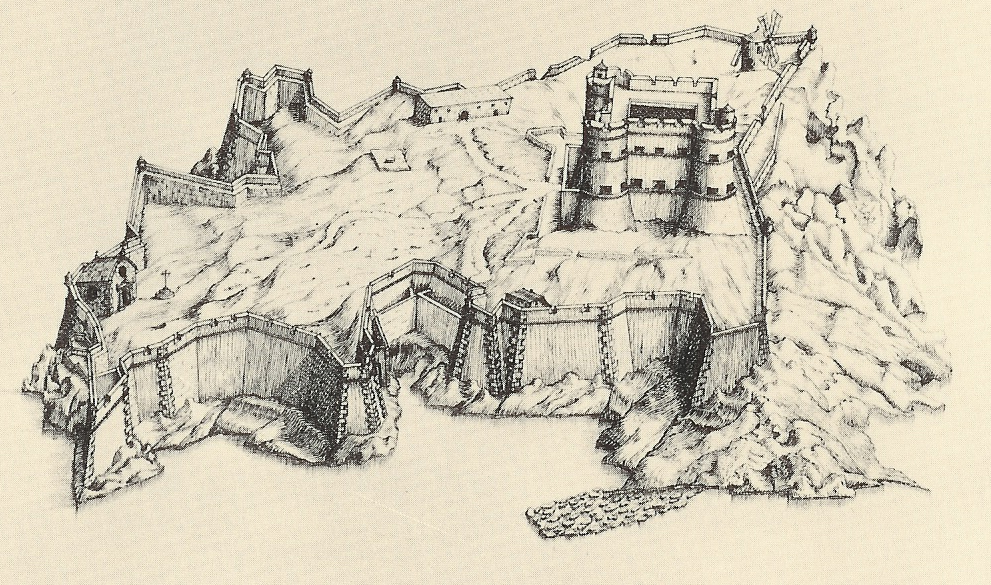
Desen al château d'If în 1641.

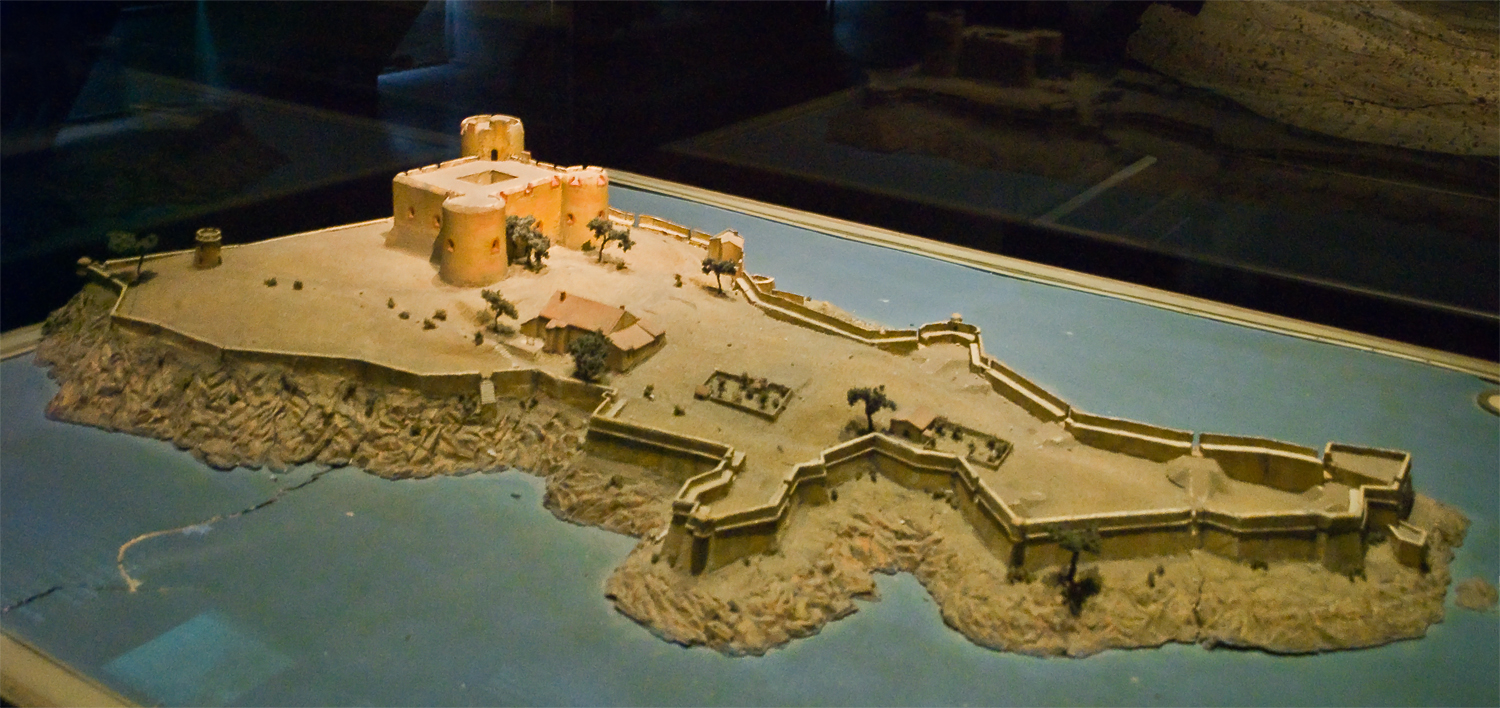
Plan-relief din 1681 al castelului.

Planul castelului.

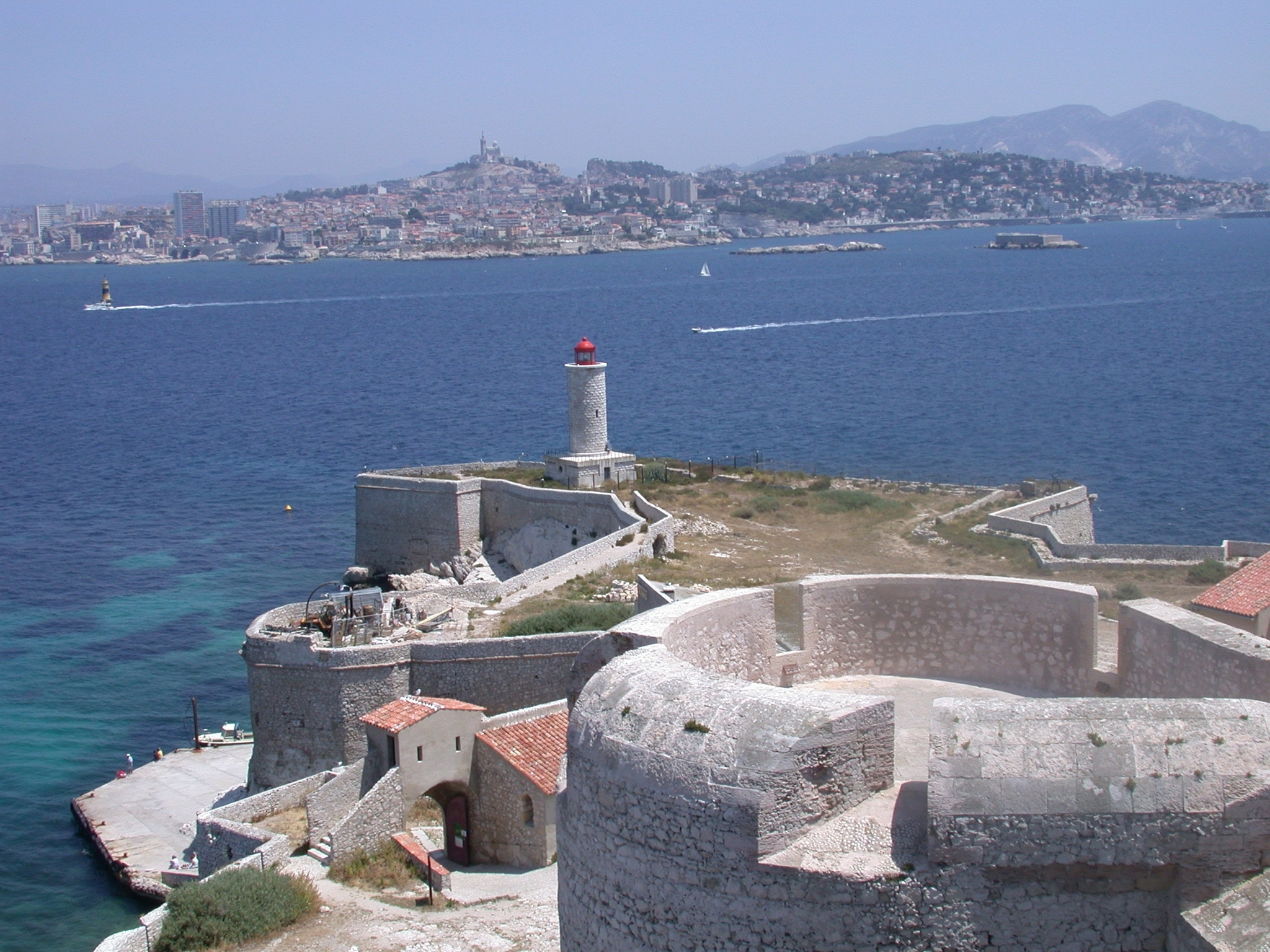
Château d’If și vedere spre Marsilia.

Fortul în sine are planul unui pătrat cu laturile de 28 de metri lungime, flancat de 3 turnuri cilindrice. Se compune din trei niveluri. Fiecare turn are deschideri mari. Turnul Saint-Christophe (1) din nord-vest este cel mai înalt turn și permite să fie observată marea de la o înălțime de 22 m. Turnul a fost construit între 1524 și 1527, iar turnul rezidențial asociat datează din 1529.
Turnurile Saint-Jaume (2) și Maugovert (3) sunt opuse către nord-estul și sud-estul fortului. Turnurile sunt interconectate de o terasă spațioasă cu două etaje. Livingul și bucătăria sunt la parter, iar cazematele sunt la primul etaj. Cele trei turnuri aveau o putere de foc considerabilă, a cărei eficacitate reală a fost pusă la îndoială (înălțimea tunurilor împiedicând focul efectiv). Prin aspectul său impunător, Château d'If a avut, de asemenea, o importantă funcție simbolică și descurajantă.
În 1702, Vauban, foarte critic față de lucrările anterioare (cu excepția castelului original), a amenajat baterii de coastă joase care permiteau un tir mai eficient, precum și o garnizoană, la dreapta înainte de ieșirea din fortăreață.
Castelul și zidul de escarpă care înconjura insula au fost clasificate ca monument istoric la 7 iulie 1926.

## Castelul-închisoare
Primii prizonieri ai Château d'If au fost închiși în noiembrie 1540. Erau doi pescari din Marsilia.
În afară de celulele de la parter, în care promiscuitatea asociată cu igiena deplorabilă făcea ca prizonierii să aibă o speranță de viață de 9 luni, era posibil, contra cost, să închiriezi o celulă la primul etaj, numită și „cameră” sau „pistol” (de la numele monedei utilizate pentru plată); mai spațioase, aceste celule au în general ferestre și șeminee. Prizonierii bogați erau închiși acolo.

### Protestanții
Începând cu secolul al XVIII-lea, Château d'If a servit drept închisoare pentru 3.500 de protestanți. Erau hughenoți arestați la ordinul regelui după revocarea Edictului de la Nantes (1685) și care erau în tranzit înainte de a fi înlănțuiți la galerele din Marsilia până la moartea lor.

### Republicani
O sută douăzeci de persoane au fost închise după revoluția din 1848.
După lovitura de stat din 2 decembrie 1851, castelul a primit provizoriu 304 de prizonieri care așteptau deportarea spre închisoarea Maison-Carrée (Algeria) sau spre cea din Cayenne (Guyana).
Alți prizonieri politici au fost de asemenea închiși acolo la căderea celui de-al doilea imperiu (1870), cum ar fi Gaston Crémieux, împușcat în anul următor.
Ultimii prizonieri civili alsacieni și din Lorena au fost eliberați în septembrie 1914.